# Tybee-bom

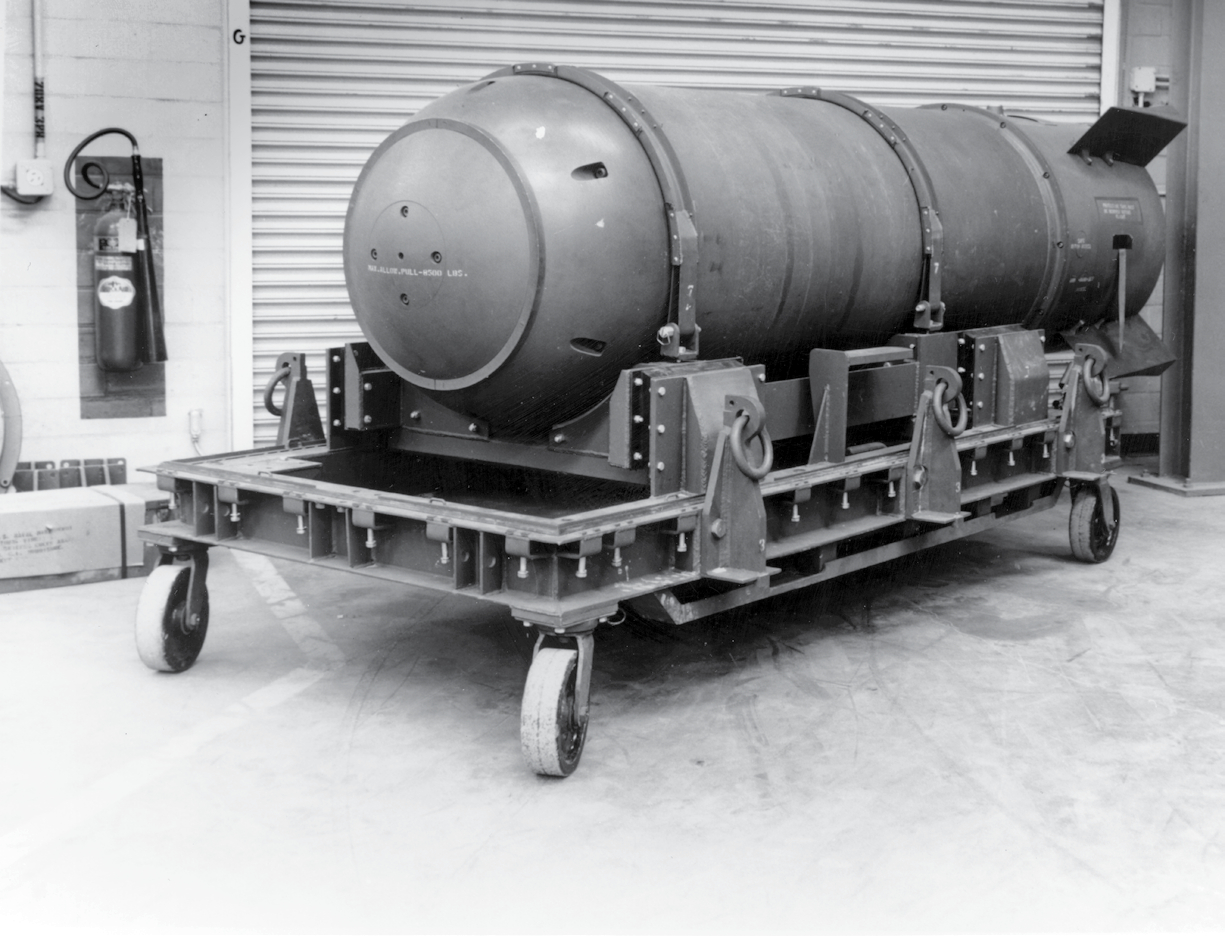
Waterstofbom van het type Mk-15.

De Tybee-bom is een 3500 kilogram zware Mark 15-waterstofbom (ook wel Mk-15) die op 5 februari 1958 bij Tybee Island voor de kust van Savannah (Georgia) in de Verenigde Staten werd gedropt. Dit was nodig om na een botsing van een B-47 bommenwerper met een F-86-gevechtsvliegtuig tijdens een trainingsvlucht, veilig met het toestel te kunnen landen. 
Hiermee is het een van de elf vermiste Amerikaanse kernwapens.

## Het ongeval
Samen met nog een andere B-47 steeg de bommenwerper vanaf Homestead Air Force Base op voor een oefenvlucht. Om 2 uur 's nachts kwam het toestel in botsing met het F-86-gevechtsvliegtuig. De piloot van de F-86 wist zich met de schietstoel te redden uit het neerstortende vliegtuig. De B-47 was echter nog steeds luchtwaardig, maar met een beschadigde rechter motor. Na drie mislukte landingspogingen werd besloten de bom te droppen. Men vreesde dat de aanwezige conventionele springstof de kernbom bij een crash tot ontploffing zou kunnen brengen. De bom werd even ten zuidwesten van het eiland Tybee gedropt vanaf 2200 meter hoogte met een snelheid van 370 km/h. De B-47 landde op Hunter Air Force Base in Savannah.

## De bom
De Mk-15 met serienummer 47782 is 4 meter lang en weegt 3,5 ton. Naast het hoogverrijkt uranium bevat het 180 kilogram conventionele explosieven. De explosieve kracht ligt tussen de 1,69 en 3,7 megaton. Dat is 100 à 200 keer zo krachtig dan de atoombom op Hiroshima.

## Potentieel gevaar
In 2001 publiceerde de Amerikaanse luchtmacht een studie waarin het gevaar voor bewoners – nabij de vermoedelijke locatie van de dropping – werd beschreven. Volgens hen vormt de bom geen onmiddellijk gevaar, omdat de ontsteker niet aanwezig zou zijn. De commandant van de bommenwerper stelt echter dat de ontsteker wel aanwezig was toen het vliegtuig vertrok. 
De Amerikaanse luchtmacht besloot toch dat het verstandiger was om de bom op de bodem van de oceaan achter te laten. Dat zou beter zijn dan deze proberen te lichten, met de kans op een explosie en radioactieve besmetting van het gebied.